# أرفيد جونسون
أرفيد جونسون هو سياسي سويدي، ولد في 26 أغسطس 1886، وتوفي في 28 مارس 1960. نشط حزبياً في حزب الوسط السويدي. وقد انتخب عضو الغرفة الثانية ‏ عن دائرة Kalmar County (Riksdag constituency) ‏ (1936 – 1954).